# Hornelen
Hornelen è una montagna situata nel comune di Bremanger, nella contea di Vestlandet, in Norvegia.

## Descrizione
La montagna è situata all'estremità orientale dell'isola di Bremangerlandet, lungo lo stretto di Frøysjøen, nella regione del Nordfjord, in Norvegia. Con la sua altezza di 860 metri (2 820 ft), è la scogliera marina più alta d' Europa (vedi illustrazione) ed è stata a lungo utilizzata come punto di riferimento per la navigazione navale. 
La vetta è raggiungibile con un'escursione di 4 ore partendo da Berleneset (attraverso il piccolo fiordo dal villaggio di Berle).

Le maggiori scogliere in Europa

La distanza orizzontale dalla cima al mare è di circa 500 metri (1 600 ft). Il punto più alto dell'isola Bremangerlandet, chiamato Svartevassegga, che ha un'altitudine di 889 metri (2 917 ft) si trova circa 1 chilometro (0,62 mi) a ovest della scogliera. 
La roccia del monte Hornelen è costituita da arenaria di età devoniana e costituisce una parte importante della geologia della Norvegia.